# Almiro Lobo
Daniel Almiro Lobo, także Miró (ur. 30 kwietnia 1982 w Maputo) – mozambicki piłkarz grający na pozycji obrońcy. Od 2016 występuje w AS Aviação. W 2010 roku wystąpił wraz ze swą reprezentacją na Pucharze Narodów Afryki.